# Communauté d'agglomération d'Épinal
La communauté d'agglomération d'Épinal est une communauté d'agglomération française, située dans le département des Vosges et la région Grand Est.

## Historique
Une première intercommunalité, réduite à deux communes, a été créée en 1999 sous le nom de communauté de communes d'Épinal-Golbey. Elle s'est transformée en communauté d'agglomération le 1er janvier 2011 sous le nom de communauté d'agglomération d'Épinal-Golbey.
Conformément au schéma approuvé par la commission départementale de coopération intercommunale le 23 décembre 2011, la communauté d'agglomération d'Épinal-Golbey a fusionné avec :

- Communauté de communes CAPAVENIR : 8 communes; 

- Communauté de communes du Pays d'Olima et du Val d'Avière : 10 communes ; 

- Communauté de communes Est-Épinal Développement : 7 communes ;

pour former le 31 décembre 2012 une nouvelle intercommunalité, à laquelle ont été rattachées huit communes issues de la communauté de communes de la Moyenne Moselle et trois communes restées jusqu'alors isolées : Uzemain, Dounoux et Villoncourt. Cette nouvelle structure prend le nom de communauté d'agglomération d’Épinal,.
Le 1er janvier 2016 les communes de Thaon-les-Vosges, Girmont et Oncourt fusionnent pour former la commune nouvelle de Thaon-les-Vosges, réduisant cette première communauté d'agglomération  d'Épinal à 36 communes.
Le 1er janvier 2017, une nouvelle communauté d'agglomération est créée par un arrêté préfectoral du 29 novembre 2016, qui conserve la dénomination de communauté d'agglomération d'Épinal, ; elle compte alors 76 communes issues des EPCI suivants :
- l'ancienne communauté d'agglomération d’Épinal : 36 communes
- communauté de communes de la Moyenne Moselle (CCMM) : 16 communes
- communauté de communes Bruyères - Vallons des Vosges : 3 communes
- communauté de communes de la Vôge vers les Rives de la Moselle (C2VRM) : 11 communes
- communauté de communes du Val de Vôge (CCVV): 9 communes
- ainsi que la commune isolée de Charmois-l'Orgueilleux.
- et en prenant en compte la création, à la même date, de la commune nouvelle de La Vôge-les-Bains.

Le 1er janvier 2018, la communauté d'agglomération d'Epinal intègre deux nouvelles communes, Savigny et Hergugney, qui avaient été rattachées à la communauté de communes de Mirecourt Dompaire en 2017 lors de la dissolution de la communauté de communes de la Moyenne Moselle.

### Géographie

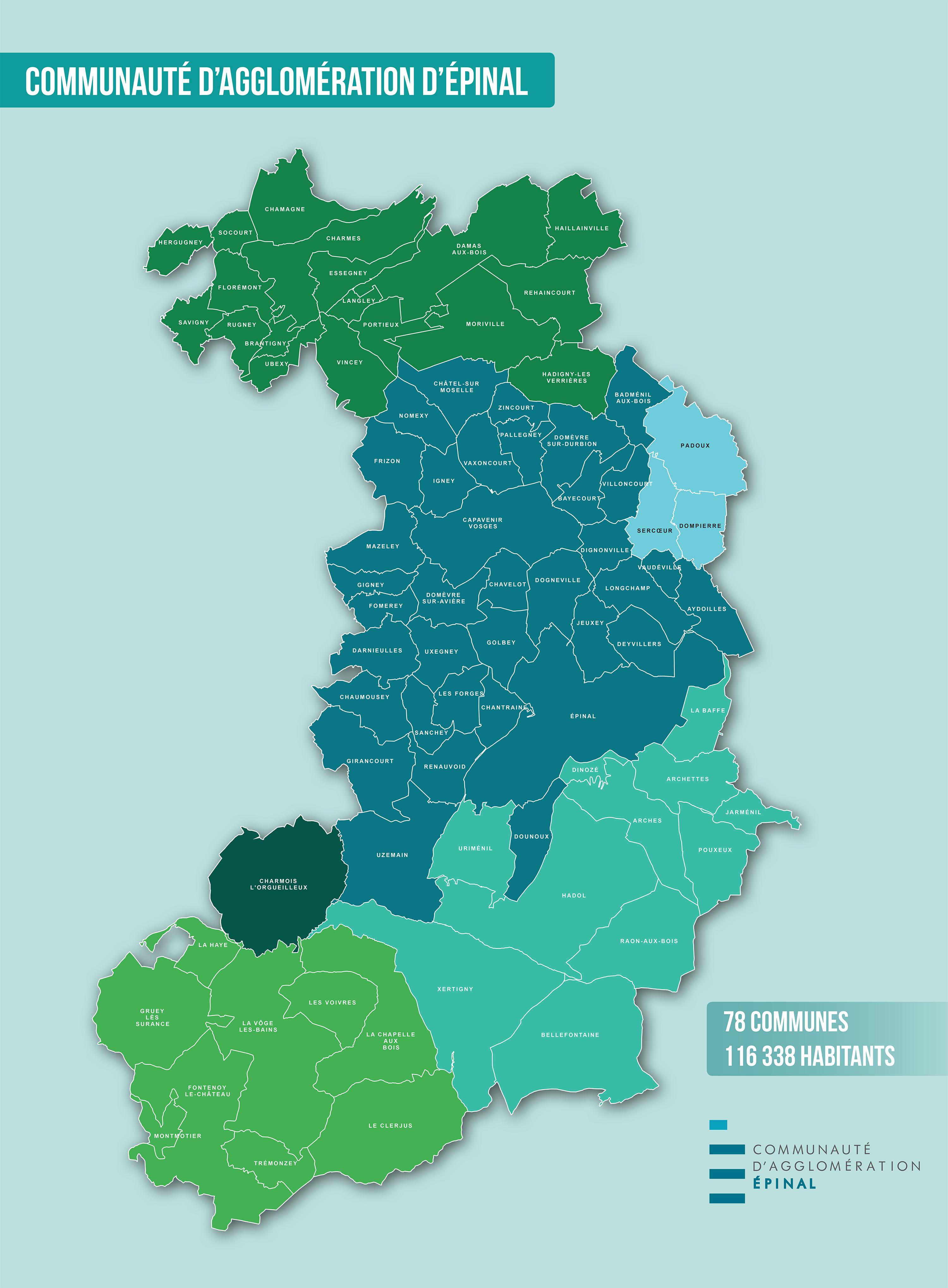
Le territoire communautaire en 2018.

## Territoire communautaire

### Composition
En 2022, la communauté d'agglomération est composée des 78 communes suivantes :

| Nom                    | Code Insee | Gentilé         | Superficie (km2) | Population (dernière pop. légale) | Densité (hab./km2) |
| ---------------------- | ---------- | --------------- | ---------------- | --------------------------------- | ------------------ |
| Épinal (siège)         | 88160      | Spinaliens      | 59,24            | 32 296 (2022)                     | 545                |
| Arches                 | 88011      | Archéens        | 17,5             | 1 614 (2022)                      | 92                 |
| Archettes              | 88012      | Archettois      | 13,93            | 1 110 (2022)                      | 80                 |
| Aydoilles              | 88026      | Aydoilliens     | 10               | 1 007 (2022)                      | 101                |
| Badménil-aux-Bois      | 88027      |                 | 9,14             | 139 (2022)                        | 15                 |
| La Baffe               | 88028      | Argentois       | 9,01             | 621 (2022)                        | 69                 |
| Bayecourt              | 88040      | Tambois         | 6,92             | 234 (2022)                        | 34                 |
| Bellefontaine          | 88048      | Bellifontains   | 39,11            | 959 (2022)                        | 25                 |
| Brantigny              | 88073      | Brantignots     | 3,01             | 200 (2022)                        | 66                 |
| Chamagne               | 88084      | Chamagnons      | 15,29            | 442 (2022)                        | 29                 |
| Chantraine             | 88087      | Chantrainois    | 6,2              | 3 201 (2022)                      | 516                |
| La Chapelle-aux-Bois   | 88088      |                 | 30,65            | 672 (2022)                        | 22                 |
| Charmes                | 88090      | Carpiniens      | 23,49            | 4 489 (2022)                      | 191                |
| Charmois-l'Orgueilleux | 88092      | Charmoisiens    | 35,92            | 584 (2022)                        | 16                 |
| Châtel-sur-Moselle     | 88094      | Châtellois      | 11,86            | 1 726 (2022)                      | 146                |
| Chaumousey             | 88098      | Calmosiens      | 8,71             | 913 (2022)                        | 105                |
| Chavelot               | 88099      | Chavelotais     | 6,16             | 1 372 (2022)                      | 223                |
| Le Clerjus             | 88108      | Clerjussiens    | 32,93            | 463 (2022)                        | 14                 |
| Damas-aux-Bois         | 88121      |                 | 29,46            | 273 (2022)                        | 9,3                |
| Darnieulles            | 88126      | Darnieulliens   | 10,1             | 1 367 (2022)                      | 135                |
| Deyvillers             | 88132      | Deyvillois      | 8,77             | 1 350 (2022)                      | 154                |
| Dignonville            | 88133      | Dignonvillois   | 5,93             | 207 (2022)                        | 35                 |
| Dinozé                 | 88134      |                 | 2,89             | 652 (2022)                        | 226                |
| Dogneville             | 88136      | Bianlouts       | 11,42            | 1 511 (2022)                      | 132                |
| Domèvre-sur-Avière     | 88142      | Aviérois        | 9,16             | 433 (2022)                        | 47                 |
| Domèvre-sur-Durbion    | 88143      |                 | 12,51            | 266 (2022)                        | 21                 |
| Dompierre              | 88152      | Dompierrois     | 8,88             | 240 (2022)                        | 27                 |
| Dounoux                | 88157      | Dounousiens     | 9,23             | 871 (2022)                        | 94                 |
| Essegney               | 88163      | Essegoniens     | 8,41             | 745 (2022)                        | 89                 |
| Florémont              | 88173      | Florémonts      | 8,09             | 473 (2022)                        | 58                 |
| Fomerey                | 88174      |                 | 5,03             | 141 (2022)                        | 28                 |
| Fontenoy-le-Château    | 88176      | Fontecastriens  | 38,13            | 499 (2022)                        | 13                 |
| Les Forges             | 88178      | Forgerons       | 7,14             | 1 779 (2022)                      | 249                |
| Frizon                 | 88190      | Tambois         | 11,75            | 484 (2022)                        | 41                 |
| Gigney                 | 88200      |                 | 5,09             | 58 (2022)                         | 11                 |
| Girancourt             | 88201      | Girancourtois   | 17,66            | 873 (2022)                        | 49                 |
| Golbey                 | 88209      | Golbéens        | 9,49             | 8 827 (2022)                      | 930                |
| Gruey-lès-Surance      | 88221      |                 | 27,1             | 210 (2022)                        | 7,7                |
| Hadigny-les-Verrières  | 88224      |                 | 13,74            | 378 (2022)                        | 28                 |
| Hadol                  | 88225      | Hadolais        | 49,05            | 2 331 (2022)                      | 48                 |
| Haillainville          | 88228      | Haillainvillois | 12,26            | 181 (2022)                        | 15                 |
| La Haye                | 88236      |                 | 7,34             | 134 (2022)                        | 18                 |
| Hergugney              | 88239      |                 | 5,46             | 130 (2022)                        | 24                 |
| Igney                  | 88247      | Hérédiens       | 7,66             | 1 143 (2022)                      | 149                |
| Jarménil               | 88250      |                 | 5,1              | 437 (2022)                        | 86                 |
| Jeuxey                 | 88253      |                 | 8,49             | 663 (2022)                        | 78                 |
| Langley                | 88260      |                 | 2,73             | 144 (2022)                        | 53                 |
| Longchamp              | 88273      |                 | 10,26            | 460 (2022)                        | 45                 |
| Mazeley                | 88294      |                 | 10,39            | 267 (2022)                        | 26                 |
| Montmotier             | 88311      |                 | 4,24             | 34 (2022)                         | 8                  |
| Moriville              | 88313      | Morivillois     | 25,05            | 436 (2022)                        | 17                 |
| Nomexy                 | 88327      | Nomexéens       | 7,95             | 1 927 (2022)                      | 242                |
| Padoux                 | 88340      | Padoselliens    | 19,35            | 492 (2022)                        | 25                 |
| Pallegney              | 88342      |                 | 5,93             | 172 (2022)                        | 29                 |
| Portieux               | 88355      | Portessiens     | 7,9              | 1 215 (2022)                      | 154                |
| Pouxeux                | 88358      | Pexéens         | 14,36            | 1 952 (2022)                      | 136                |
| Raon-aux-Bois          | 88371      | Raonnais        | 24,05            | 1 207 (2022)                      | 50                 |
| Rehaincourt            | 88379      | Rehaincourtois  | 15,22            | 361 (2022)                        | 24                 |
| Renauvoid              | 88388      |                 | 9,36             | 120 (2022)                        | 13                 |
| Rugney                 | 88406      |                 | 5,73             | 131 (2022)                        | 23                 |
| Sanchey                | 88439      | Sanchéens       | 5,51             | 953 (2022)                        | 173                |
| Savigny                | 88449      |                 | 6,17             | 203 (2022)                        | 33                 |
| Sercœur                | 88454      |                 | 9,18             | 224 (2022)                        | 24                 |
| Socourt                | 88458      |                 | 3,85             | 282 (2022)                        | 73                 |
| Thaon-les-Vosges       | 88465      |                 | 28,37            | 8 433 (2022)                      | 297                |
| Trémonzey              | 88479      | Trémonzéens     | 9,07             | 235 (2022)                        | 26                 |
| Ubexy                  | 88480      | Ubecéens        | 5,01             | 169 (2022)                        | 34                 |
| Uriménil               | 88481      | Uriménilois     | 15,62            | 1 326 (2022)                      | 85                 |
| Uxegney                | 88483      | Ursigniens      | 8,94             | 2 249 (2022)                      | 252                |
| Uzemain                | 88484      | Manuziens       | 27,3             | 1 050 (2022)                      | 38                 |
| Vaudéville             | 88495      | Vaudévillois    | 3,22             | 195 (2022)                        | 61                 |
| Vaxoncourt             | 88497      | Vaxoncurtiens   | 8,43             | 502 (2022)                        | 60                 |
| Villoncourt            | 88509      |                 | 6,4              | 100 (2022)                        | 16                 |
| Vincey                 | 88513      | Vincéens        | 12,81            | 2 073 (2022)                      | 162                |
| La Vôge-les-Bains      | 88029      |                 | 44,09            | 1 556 (2022)                      | 35                 |
| Les Voivres            | 88520      | Voivrais        | 12,81            | 285 (2022)                        | 22                 |
| Xertigny               | 88530      | Xertinois       | 50,25            | 2 572 (2022)                      | 51                 |
| Zincourt               | 88532      | Zincurtiens     | 4,47             | 76 (2022)                         | 17                 |

### Démographie
| 1968    | 1975    | 1982    | 1990    | 1999    | 2009    | 2014    | 2020    |
| ------- | ------- | ------- | ------- | ------- | ------- | ------- | ------- |
| 106 713 | 111 668 | 112 825 | 112 798 | 112 060 | 112 264 | 112 207 | 110 325 |

### Environnement
Énergie
Dans le cadre du SRADDET du Grand Est, ATMO Grand Est tient à jour les statistiques énergétiques de tous les EPCI régionaux. Aussi pouvons-nous représenter l’énergie finale consommée sur le territoire annuellement par secteur, ou par source, pour l’année 2017. Cette énergie finale annuelle correspond à 45,0 MWh par habitant.
| -                 | GWh par an |
| ----------------- | ---------- |
| Industrie         | 2 156      |
| Résidentiel       | 1 224      |
| Tertiaire         | 641        |
| Transport routier | 881        |
| Autres transports | 14         |

| -                                    | GWh par an |
| ------------------------------------ | ---------- |
| Électricité                          | 1 665      |
| Gaz naturel et produits pétroliers   | 2 069      |
| Bois-énergie                         | 808        |
| Autres EnR (PAC, solaire thermique…) | 294        |
| Autres non EnR                       | 55         |
| Réseau de chaleur                    | 88         |

La production d’énergie renouvelable (EnR) du territoire apparaît dans le tableau suivant, toujours pour l’année 2017 :
| -                     | GWh par an |
| --------------------- | ---------- |
| Éolien                | 7          |
| Bois-énergie          | 359        |
| Hydraulique           | 32         |
| Pompe à chaleur (PAC) | 54         |
| Photovoltaïque        | 5          |
| Solaire thermique     | 2          |
| Biogaz                | 37         |

## Organisation

### Siège
La communauté d'agglomération a son siège à Epinal, 1, avenue DUTAC

### Image de marque

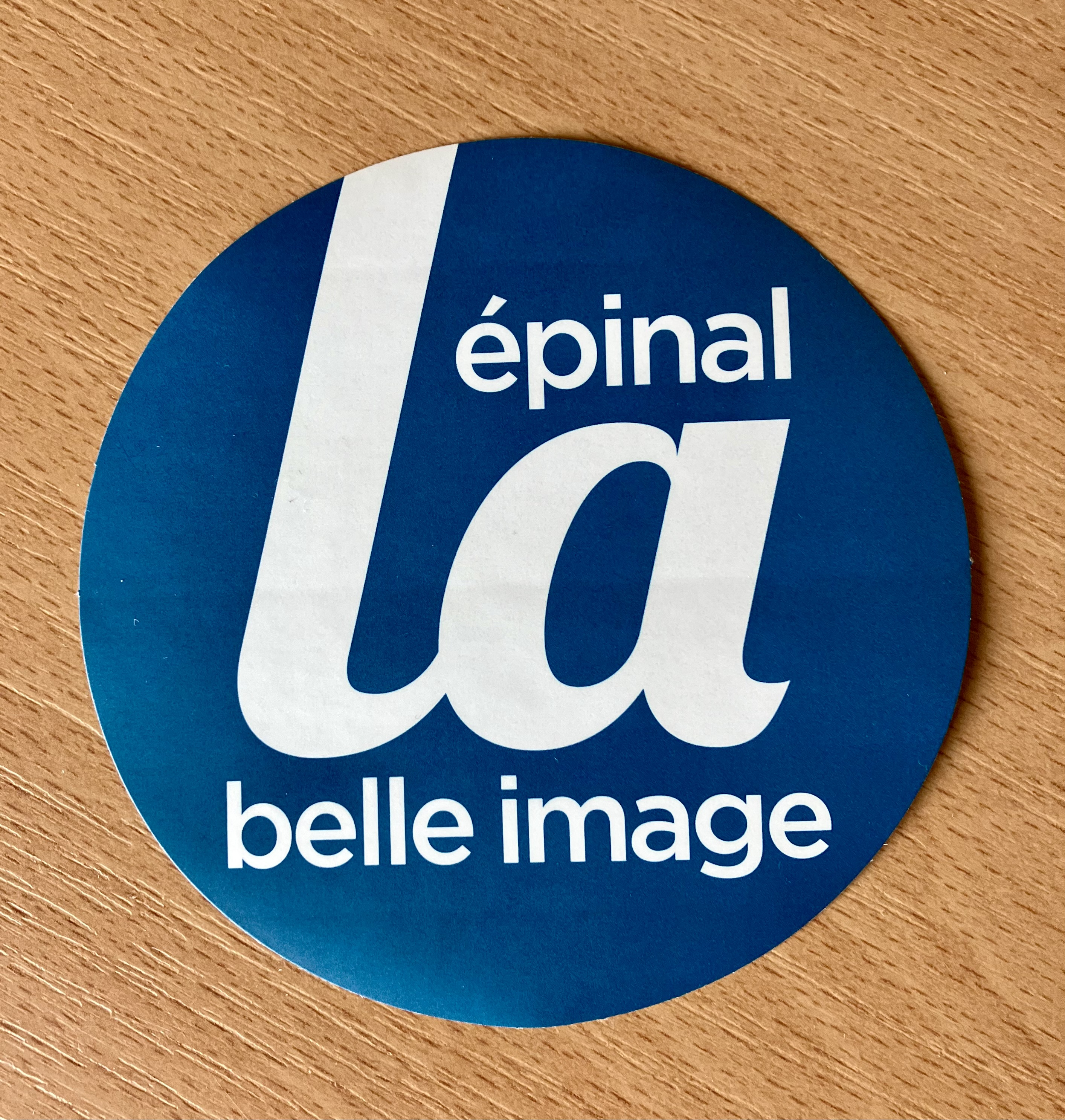
La marque Epinal la belle image a été créée en 2018, par la spinalienne Flavie Najean, à la demande de la Communauté d'Agglomération d'Epinal. Le logo a été dessiné par Eric le Nevé, diplômé de l'Ecole Supérieure d'Art d'Epinal. Le lancement de la marque a été relayé dans de nombreux médias,

Depuis juin 2018, la communauté d'agglomération a pour marque territoriale Epinal la belle Image. 

### Élus
La communauté d'agglomération est administrée par son conseil communautaire, composé pour la mandature 2020-2026 de 121 conseillers municipaux titulaires (et 71 suppléants)  représentant chacune des communes membres, répartis comme suit en fonction de leur population, :

- 26 délégués pour Épinal ; 

- 7 délégués pour Thaon-les-Vosges et Golbey ; 

- 4 délégués pour Charmes ; 

- 2 délégués pour Chantraine, Hadol et Xertigny ; 

- 1 délégué et son suppléant pour les autres communes.
À la suite des élections municipales de 2020 dans les Vosges, le conseil renouvelé a réélu en juillet 2020 son président  Michel Heinrich, maire d'Epinal, et désigné ses 12 vice-présidents, qui sont, : 
1. Roger Alemani, maire de Golbey, chargé de l'habitat et de l'urbanisme ;
2. Véronique Marcot, maire de Xertigny, chargée des finances, de l'économie sociale et solidaire et des relations avec les collectivités ;
3. Yannick Villemin , maire Girancourt, chargé de l'attractivité et du tourisme ;
4. Yannick Villemin , maire de Charmes, chargé des équipements sportifs et des loisirs ;
5. Cédic Haxaire, maire de Capavenir-Voges (Thaon-les-Vosges), chargé de l'économie ;
6. Pascal Hauller , maire de Vaudeville, chargé de la culture ;
7. Frédéric Dulot, maire de Vaxoncourt, chargé de l'eau et de l'assainissement ;
8. Michel Fournier, maire des Voivres, chargé de la cohésion territoriale, de la ruralité et des services mutualisés ;
9. Stéphanie Poirier, maire-adjointe de Hadol, chargée du développement durable et de la transition écologique et énergétique ;
10. Laurence Raveur-Klein, première maire-adjointe de Golbey, chargée de la cohésion sociale et de la petite enfance ;
11. Benoît Jourdain, conseiller municipal d'Épinal, chargé des ressources humaine ;
12. Marc Barbaux, maire de Chantraine, chargé des travaux et de la commande publique.

Le bureau communautaire pour la mandature 2020-2026 est composée du président, des 12 vice présidents et de 15 conseillers délégués.

### Liste des présidents
| Période        | Période                     | Identité        | Étiquette   | Qualité |
| -------------- | --------------------------- | --------------- | ----------- | --- |
| janvier 2013   | 31 mai 2013                 | Jean Alémani    | DVG         | Enseignant, ancien plâtrier-plaquiste Maire de Golbey (1977-2013) Décédé en fonction                                                                  |
| 8 juillet 2013 | En cours (au 11 avril 2022) | Michel Heinrich | UMP puis LR | Pharmacien Maire (1997-2020) puis conseiller municipal (2020 → ) d'Épinal Député des Vosges (1re circ.) (2002 → 2017) Réélu pour le mandat 2020-2026, |

### Compétences
La communauté d'agglomération exerce les compétences qui lui ont été transférées par les communes membres dans les conditions déterminées par le code général des collectivités territoriales. En juin 2021, il s'agit de : 
- développement économique : actions de développement économique ; zones d'activité ; politique locale du commerce et soutien aux activités commerciales d'intérêt communautaire ; promotion du tourisme, dont la création d'offices de tourisme :
- aménagement de l'espace communautaire : schéma de cohérence territoriale et schéma de secteur ; plan local d'urbanisme, document d'urbanisme en tenant lieu et carte communale ; opérations d'aménagement d'intérêt communautaire ; organisation de la mobilité  ;
- équilibre social de l'habitat : programme local de l'habitat ; politique du logement d'intérêt communautaire ; actions et aides financières en faveur du logement social d'intérêt communautaire ; réserves foncières pour la mise en œuvre de la politique communautaire d'équilibre social de l'habitat ; action en faveur du logement des personnes défavorisées ; amélioration du parc immobilier bâti d'intérêt communautaire ;
- politique de la ville : élaboration du diagnostic du territoire et définition des orientations du contrat de ville ; dispositifs contractuels de développement urbain, de développement local et d'insertion économique et sociale ainsi que des dispositifs locaux de prévention de la délinquance ; programmes d'actions définis dans le contrat de ville ;
- gestion des milieux aquatiques et prévention des inondations (GEMAPI) ;
- aires d'accueil des Gens du voyage
- Collecte et traitement des déchets des ménages et déchets assimilés ;
- Eau, assainissement des eaux usées et gestion des eaux pluviales urbaines ;
- voirie d'intérêt communautaire ; parcs de stationnement d'intérêt communautaire ; enfouissement des réseaux publics de distribution d’électricité situés en bordure de voirie d’intérêt communautaire ;
- équipements culturels et sportifs d'intérêt communautaire ;
- Action sociale d'intérêt communautaire ;
- protection et de mise en valeur de l'environnement et du cadre de vie : lutte contre la pollution de l'air, lutte contre les nuisances sonores, soutien aux actions de maîtrise de la demande d'énergie ;
- maisons de services au public ;
- Développement de l’enseignement supérieur, de la recherche et de l’innovation par des actions de financement et de soutien à l’investissement et/ou fonctionnement des activités d’enseignement supérieur, de la restauration et de logement universitaire ; par des actions de financement et de soutien à la vie étudiante ;
- réseaux câblés de vidéocommunication, exploitation et la programmation des services de radiotélévision sur ces réseaux ;
- développement touristique  (Centre des Congrès d’Epinal ; manifestations touristiques sur le territoire communautaire ; promotion du tourisme fluvial ; opérations d’intérêt communautaire  des itinéraires (pédestres, équestres et cyclables) et routes touristiques inscrites au programme du pays d’Epinal cœur des Vosges et/ou inscrits à un schéma communautaire ; aménagement des abords du canal des Vosges, de la rigole d’alimentation de Bouzey ; aménagements sur les abords de Bouzey, du canal des Vosges, et de la rigole d’alimentation ; actions de surveillance dans le cadre de la fréquentation touristique et de loisirs du site de Bouzey ; étude pour la création et/ou la réhabilitation d’équipements ou de sites touristiques ; développement de « l’éco-tourisme » et du « tourisme durable » ; participation à la compétence « itinéraire VTT de pays : gestion des itinéraires et communication » du pays d’Epinal, coeur de Vosges ).
- petite enfance : structures d’accueil ; soutien aux structures associatives d’accueil de la petite enfance ; réseau d’assistants maternels grâce au relais assistants maternels (RAM).
- Contribution au budget du SDIS.

### Organismes de coopération
La communauté d'agglomération est membre du pôle métropolitain européen du Sillon lorrain

### Régime fiscal et budget
La communauté d'agglomération est un établissement public de coopération intercommunale à fiscalité propre.
Afin de financer l'exercice de ses compétences, l'intercommunalité perçoit, comme toutes les communatés d'agglomération, la fiscalité professionnelle unique (FPU) – qui a succédé à la taxe professionnelle unique (TPU) – et assure une péréquation de ressources.
Elle perçoit également, selon les communes, une taxe ou une redevance d'enlèvement des ordures ménagères, qui financent le fonctionnement de ce service public.
Elle ne reverse pas de dotation de solidarité communautaire (DSC) à ses communes membres.

#### Budget et fiscalité 2022
En 2022, le budget de la communauté de communes était constitué ainsi (Base : Population de 114 398 habitants) :
- total des produits de fonctionnement : 70 203 000 €, soit 614 € par habitant ;
- total des charges de fonctionnement : 64 773 000 €, soit 566 € par habitant ;
- total des ressources d'investissement : 34 554 000 €, soit 302 € par habitant ;
- total des emplois d'investissement : 38 261 000 €, soit 334 € par habitant ;
- endettement (Encourt total de la dette) : 85 165 000 €, soit 744 € par habitant.

Avec les taux de fiscalité suivants :
- taxe d'habitation : 15,14 % ;
- taxe foncière sur les propriétés bâties : 3,76 % ;
- taxe foncière sur les propriétés non bâties : 4,29 % ;
- taxe additionnelle à la taxe foncière sur les propriétés non bâties : 38,75 % ;
- cotisation foncière des entreprises (fiscalité additionnelle) : 0,00 % ;
- Cotisation foncière des entreprises (fiscalité prof. unique ou de zone) : 22,88 %;
- Cotisation foncière des entreprises (fiscalité des éoliennes) : 0,00 %.

## Projets et réalisations
Conformément aux dispositions légales, une communauté d'agglomération a pour objet d'associer « au sein d'un espace de solidarité, en vue d'élaborer et conduire ensemble un projet commun de développement urbain et d'aménagement de leur territoire ».
La communauté d'agglomération a inauguré le 3 juillet 2022 un stade d'eaux vives, situé au port d'Épinal. D'un coût de 5 775 415 €, ce nouvel équipement sportif a pour but à la fois de développer l'offre touristique et de proposer un lieu d'entraînement adapté au haut niveau de canoë-kayak.
En février 2023, l'agglomération à lancé le chantier de la nouvelle médiathèque de Golbey. Devant se finir en 2024, ils ont pour but de remplacer le relais bmi, jugé insuffisant pour répondre à la demande. Effectivement, la nouvelle médiathèque devrait avoir une surface de 990m², contre 130m² pour le relais. Le nouveau bâtiment doit aussi être moins dépendant des collections de la bmi d'Épinal, et avoir une offre de services plus développée (avec notamment une salle d'exposition, une salle de projection, un espace jeux de société...). Il répondra également aux exigences écologiques modernes (panneaux photovoltaïques sur le toit, isolation thermique importante, matériaux biosourcés, pas de recours aux énérgies fossiles pour le chauffage...).